# 島根町
島根町（しまねちょう）は、かつて島根県の北東部にあった町。八束郡に属した。
現在は合併により松江市島根町となっている。

## 歴史
- 1956年（昭和31年）1月10日 - 野波村・大芦村・加賀村が合併して島根村が発足。
- 1969年（昭和44年）4月1日 - 島根村が町制施行して島根町となる。
- 2005年（平成17年）3月31日 - 松江市・鹿島町・美保関町・八雲村・玉湯町・宍道町・八束町と合併し、改めて松江市が発足。同日、島根町廃止。

## 行政

### 行政機関

#### 役場
- 現在は松江市役所島根支所となっている。

## 教育
現在は全て松江市立となっている。
- 小学校
  - 島根町立島根小学校
- 中学校
  - 島根町立島根中学校

## 交通

### 鉄道
町内に鉄道は通っていない。最寄り駅は松江駅で、同駅より一畑バスに乗車。

### 道路
- 町内を走る県道
  - 島根県道21号松江島根線
  - 島根県道37号松江鹿島美保関線
  - 島根県道182号多胡鼻線

## 施設
- 神社
  - 加賀神社 （松江市島根町加賀）
  - 爾佐加志能為（にさかしのい）神社 （松江市島根町野井）
  - 日御碕神社 （松江市島根町野波）
- 資料館
  - 島根町歴史民俗資料館 （島根県松江市島根町野波2048） - 2018年3月末で廃止される[1]。